# Yui Sakuma

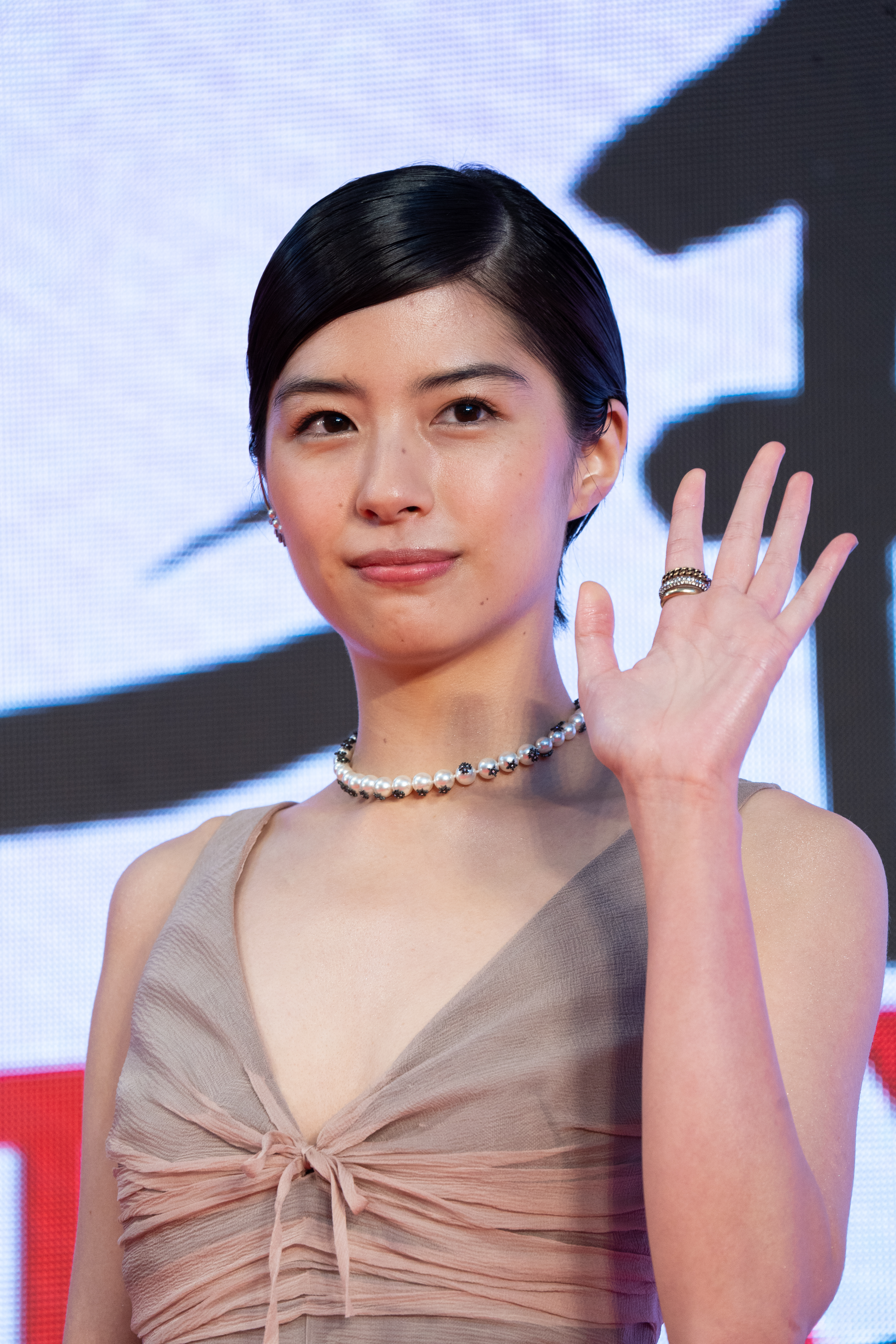
Yui Sakuma, 2019

Yui Sakuma (japanisch 佐久間 由衣 Sakuma Yui; * 10. März 1995 in Kanagawa) ist eine japanische Schauspielerin und Model.

## Leben und Karriere
Sakuma wurde am 10. März 1995 in Präfektur Kanagawa geboren. 2013 erschien sie in dem Modemazin Vivi. Sie gewann am 28. September 2013 die Auszeichnung 13A/W und sie erschien 2013 erstmals in der Dezemberausgabe. Ihr Debüt gab sie 2014 in dem Film Jinrō Game Beast Side. Danach trat Sakuma  2015 in der Fernsehserie Transit Girls auf. 2017 spielte sie in der Serie Hiyokko mit.

## Filmografie
Filme
- 2014: Jinrō Game Beast Side[5]
- 2019: The Day's Organ[8]
- 2019: I Was a Secret Bitch[9]
- 2019: Gekijōban Fainaru Fantajī Fōtīn: Hikari no Otōsan
- 2019: Murders at the House of Death
- 2020: Eternally Younger Than Those Idiots[10]
- 2022: The Road to Murder: The Movie[11]

Serien
- 2015: Transit Girls[6]
- 2017: Hiyokko[12]
- 2017: Tomorrow's Promise[13]
- 2018: We Are Rockets![14]
- 2018: Signal[15]
- 2020: The Road to Murder[11]
- 2021: Bullets, Bones and Blocked Noses[16]
- 2022: Tsuda Umeko: Osatsu ni Natta Ryūgakusei[17]
- 2022: Robo[18]
- 2022: Love with a Case[19]

## Werbespots
- 2014: Coca Cola[20]

## Auszeichnungen

### Nominiert
- 2020: Mainichi Eiga Concours in der Kategorie „Beste Schauspielerin“[21]